# Дискусия в Перистерона
„Дискусия в Перистерона“ (на гръцки: Συζήτηση στην Περιστερώνα) е картина от кипърския художник Георгиу Поливиу Георгиос от 1940 г.
Картината е нарисувана с маслени бои върху платно и е с размери 37 x 48 cm. Художникът Георгиу Поливиу Георгиос е едно от лицата на съвременното изобразително изкуство в Кипър. Творбата му „Дискусия в Перистерона“ отразява темите, които вълнуват народа на Кипър – „автентичните жители на Кипър“, както се изразява той, вплетени във византийската архитектура. За фон е изобразена една от двете петкуполни църкви на остров Кипър, тази в село Перистерона.
Картината е част от колекцията на Музея за съвременно изкуство в Никозия, Кипър.